# Darryl Reynolds
Darryl Reynolds (ur. 13 października 1993 w Filadelfii) – amerykański koszykarz, występujący na pozycjach silnego skrzydłowego lub środkowego.
W 2017 rozegrał jedno spotkanie w barwach Philadelphia 76ers, podczas letniej ligi NBA.
16 sierpnia 2017 został zawodnikiem TBV Startu Lublin.

## Osiągnięcia
Stan na 17 sierpnia 2017, na podstawie, o ile nie zaznaczono inaczej.
NCAA
- Mistrz:
  - NCAA (2016)
  - turnieju konferencji Big East (2015, 2017)
  - sezonu regularnego Big East (2014–2017)
- Uczestnik turnieju NCAA (2014–2017)